# Steve Birnbaum
Steven „Steve“ Birnbaum (* 23. Januar 1991 in Newport, Kalifornien) ist ein ehemaliger US-amerikanischer Fußballspieler. Der Mittelfeldspieler spielte zuletzt für D.C. United in der Major League Soccer.

## Spielerkarriere

### Jugend und College
Birnbaum spielte fünf Jahre College Soccer an der University of California in Berkeley. Neben dem College spielte er noch für Orange County Blue Star in der USL Premier Development League.

### D.C. United
Am 14. Januar 2014 wurde Birnbaum im MLS SuperDraft 2014 in der ersten Runde von D.C. United ausgewählt. Im April 2014 absolvierte er ein Spiel beim Farmteam, den Richmond Kickers, in die USL Pro. Aufgrund einer Verletzung des D.C. Verteidigers Jeff Parke, kehrte Birnbaum zurück und spielte die restliche Saison 2014 als Stammspieler zu Ende. Er wurde am Ende der Saison für den Titel MLS Rookie of the Year, also bester Nachwuchsspieler, nominiert.
Im Juli 2024 verkündete Birnbaum sein Karriereende.

### Nationalmannschaft
Am 28. Januar 2015 gab er sein Debüt für die Fußballnationalmannschaft der Vereinigten Staaten in einem Freundschaftsspiel gegen Chile. Am 31. Januar 2016 erzielte er sein erstes Länderspieltor in einem Testspiel gegen Island.